# Liga Națională de Rugby
Liga Națională de Rugby, cunoscută oficial Liga de Rugby Kaufland din motive de sponsorizare, este eșalonul de vârf al sistemului competițional de rugby (seniori) din România. Competiția a fost înființată în 1913 și este guvernată de Federația Română de Rugby. Steaua București este cel mai de succes club din competiție cu 24 de titluri.

## Format
Din 2024 Divizia Nationala de Seniori devine Liga de Rugby se va juca pe parcursul a 10 etape (sezon regulat), urmat de semifinale și finale. Pentru stabilirea campioanei, primele patru echipe vor juca în play-off, după sistemul locul 1 cu locul 4, locul 2 cu locul 3, pe terenurile primelor echipe, învingătoarele urmand să-si dispute finala.
În sezonul 2024 concurează șase echipe.

## Cronologia numelui
| Nume                    | Perioada  |
| ----------------------- | --------- |
| Divizia A               | 1945-1992 |
| Divizia Națională       | 1992-2011 |
| Superliga               | 2011-2022 |
| Liga Națională de Rugby | 2022-2024 |
| Liga de Rugby Kaufland  | 2024-     |

## Istorie

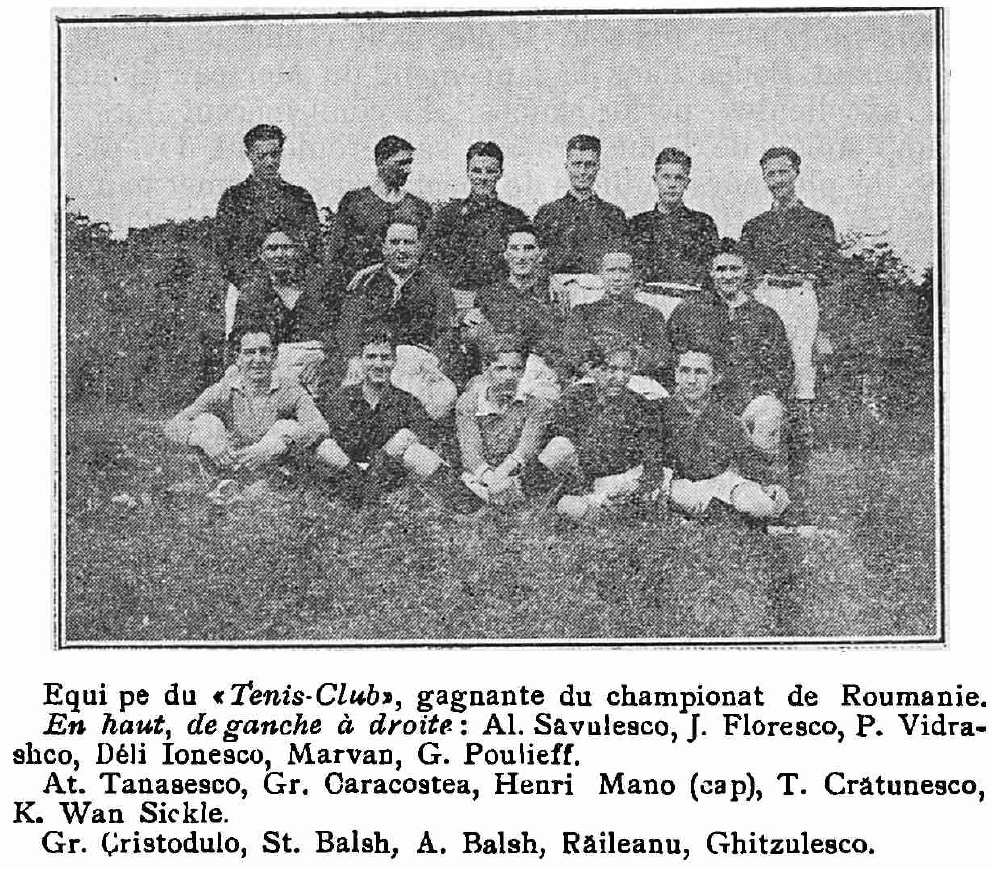
Echipa de rugby "Tennis Club Român" din București, campioană a României în 1922

Prima competiție românească a avut loc în 1914 între două echipe ale Bucureștiului la Tenis Club Român și Sporting Club, Tenis Club Român câștigând primul titlu câștigând ambele meciuri cu opt și respectiv trei puncte. Competiția s-a extins și a crescut în anii 1920 și 1930 ( cu un apogeu în anii 1970 și 1980), după ce Stadiul Român și încă șaptesprezece (alte) echipe au fost înființate la București-doar de atunci. Campionatul s-a desfășurat anual, cu câțiva ani pauză cauzați în principal de cele două războaie mondiale.
Prima echipă înființată în afara Bucureștiului (pentru a juca competiția de top) a fost IAR Brașov în 1939, o echipă deținută și condusă de celebra fabrică de avioane Brașov I.A.R. (Industria Aeronautică Română), dar prima care a devenit campioană a României a fost Universitatea Timișoara, abia în 1972. Cupa Campionilor Europeni în primii ani (1960) era o afacere franco-română, cu RC Grivița București (1964) și Dinamo (1967) care le-au luat partea de glorie.
În 1995, Farul Constanța a fost echipa care a reprezentat România în nou-născuta Heineken Cup (împărțindu-se cu Stade Toulouse onoarea de a juca pe teren propriu primul meci din competiție), dar asta a fost să nu fie urmată de nicio altă participare a unei părți române de atunci (din 2020). Cu toate acestea, echipele românești au apelat la European Challenge Cup, deși nu au avansat niciodată în sferturi de finală. 
Liga a fost redenumită Superliga în sezonul 2011, formată din opt echipe, iar în fiecare sezon joacă promovarea și retrogradarea în Divizia A, cu un meci de retrogradare la finalul sezonului. În anii 2010, două echipe cu sediul în afara Bucureștiului, Rugby Timișoara și Știința Baia Mare, au dominat titlul de ligă națională.
Pentru a face față mai bine cluburilor puternice din țările celor 6 Națiuni, Uniunea Română de Rugby a creat un club care să reprezinte România - Stejarii, care ulterior a fost redenumit Lupii București - dar în ciuda ideii sănătoase și a unui relativ succes, puternicele cluburi din SuperLiga au forțat Instituția Română de Rugby să dea înapoi și să permită din nou campionii SuperLigii să participe la European Challenge Cup.
În 2022, formula campionatului României este revizuită: echipele din SuperLiga, fostă competiție profesionistă, și Divizia Națională de Seniori, cel mai înalt nivel neprofesional din țară, sunt reunite într-o singură competiție, Liga Națională de Rugby. În sezonul următor s-a revizuit numărul echipelor, o parte mergând în Divizia Națională, al doilea nivel valoric.
Din sezonul 2024-2025 poartă denumirea de "Liga de Rugby Kaufland" din motive de sponsorizare.

Evoluția logo-ului
Sigla SuperLigii României în 2011-2022.
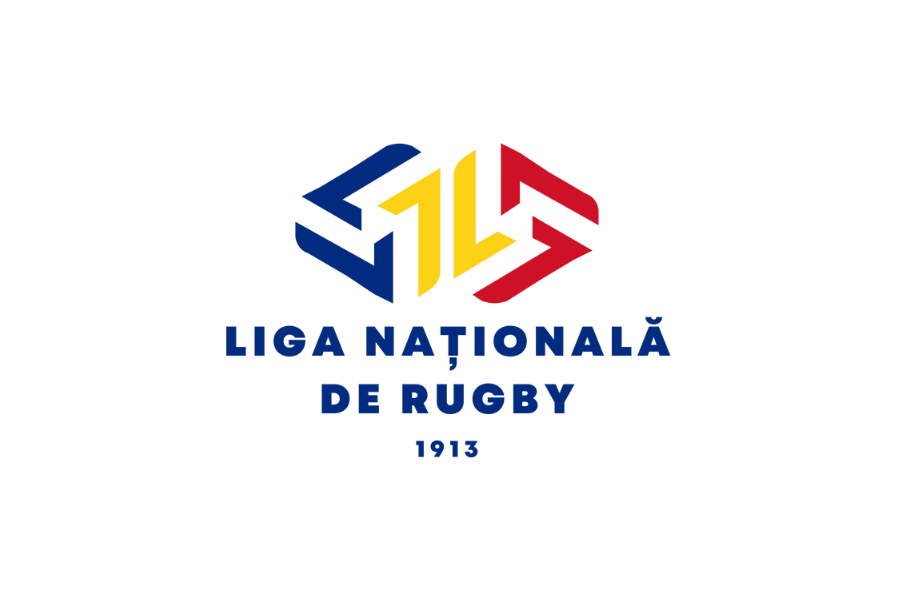
Sigla „Ligii Naționale de Rugby” 2022-2024.

## Echipele ediției 2024:
| La ediția 2024 a campionatului național de rugby participă următoarele șase cluburi: 1. Știința Baia Mare 2. Steaua 3. Universitatea Cluj-Napoca 4. Dinamo 5. Timișoara Rugby 6. Rapid |

| Club               | Antrenor       | Căpitan           | Stadion                    | Capacitate |
| ------------------ | -------------- | ----------------- | -------------------------- | ---------- |
| Dinamo București   | Sosene Anesi   | Ovidiu Cojocaru   | Stadionul Arcul de Triumf  | 8.207      |
| Steaua București   | Viorel Lucaci  | Dragoș Ser        | Stadionul Steaua           | 31.254     |
| Știința Baia Mare  | Eugen Apjok    | Nicolaas Immelman | Arena Zimbrilor            | 2.300      |
| Timișoara          | Mugur Preda    | Vlad Neculau      | Stadionul Gheorghe Rășcanu | 1.000      |
| Universitatea Cluj | Cristian Săuan | Alexandru Banu    | Stadionul Iuliu Hațieganu  | 500        |
| CS Rapid București | Stelian Burcea | Iulian Melinte    | Stadionul Olimpia          | 2.000      |

## Lista campioanelor României la rugby
| Sezoane | Campioni                                                       | Vicecampioni                                                   | Locul 3                                                        |
| ------- | -------------------------------------------------------------- | -------------------------------------------------------------- | -------------------------------------------------------------- |
| 1914    | Tenis Club Român București                                     | Sporting Club Român București                                  | —                                                              |
| 1915    | Tenis Club Român București                                     | Sporting Club Român București                                  | —                                                              |
| 1916    | Tenis Club Român București                                     | Stadiul Român București?                                       | —                                                              |
| 1917    | (anulat din cauza Primului Război Mondial)                     | (anulat din cauza Primului Război Mondial)                     | (anulat din cauza Primului Război Mondial)                     |
| 1918    | (anulat din cauza Primului Război Mondial)                     | (anulat din cauza Primului Război Mondial)                     | (anulat din cauza Primului Război Mondial)                     |
| 1919    | Stadiul Român București                                        | SSEF București                                                 | Tenis Club Român București                                     |
| 1920    | SSEF București                                                 | Sportul Studențesc București                                   | Stadiul Român București                                        |
| 1921    | Tenis Club Român București                                     | SSEF București                                                 | Sportul Studențesc București                                   |
| 1922    | Tenis Club Român București                                     | Stadiul Român București                                        | Sportul Studențesc București                                   |
| 1923    | Tenis Club Român București                                     | Stadiul Român București                                        | Sportul Studențesc București                                   |
| 1924    | Stadiul Român București                                        | Sportul Studențesc București                                   | Tenis Club Român București                                     |
| 1925    | Sportul Studențesc București                                   | Stadiul Român București                                        | Tenis Club Român București                                     |
| 1926    | Stadiul Român București                                        | Sportul Studențesc București                                   | Tenis Club Român București                                     |
| 1927    | Tenis Club Român București                                     | Stadiul Român București                                        | Sportul Studențesc București                                   |
| 1928    | Stadiul Român București                                        | Sportul Studențesc București                                   | Tenis Club Român București                                     |
| 1929    | Sportul Studențesc București                                   | Stadiul Român București                                        |                                                                |
| 1930    | Stadiul Român București                                        | Rugby Club București                                           | Sportul Studențesc București?                                  |
| 1931    | Stadiul Român București                                        |                                                                |                                                                |
| 1932    | Sportul Studențesc București                                   | Rugby Club București                                           | Tenis Club Român București                                     |
| 1933    | PTT București                                                  | Sportul Studențesc București                                   | Tenis Club Român București                                     |
| 1934    | PTT București                                                  | Sportul Studențesc București                                   | Stadiul Român București                                        |
| 1935    | Sportul Studențesc București                                   | Tenis Club Român București                                     | Stadiul Român București                                        |
| 1935/36 | Tenis Club Român București                                     | Sportul Studențesc București                                   | Stadiul Român București                                        |
| 1936/37 | (anulat din cauza unui turneu organizat în toamna anului 1937) | (anulat din cauza unui turneu organizat în toamna anului 1937) | (anulat din cauza unui turneu organizat în toamna anului 1937) |
| 1937/38 | Tenis Club Român București                                     | Sportul Studențesc București                                   | Viforul Dacia București                                        |
| 1938/39 | Sportul Studențesc București                                   | Viforul Dacia București                                        | Tenis Club Român București                                     |
| 1939/40 | Viforul Dacia București                                        | Stadiul Român București                                        | Sportul Studențesc București?                                  |
| 1940/41 | Sportul Studențesc București                                   | Viforul Dacia București                                        | Tenis Club Român București?                                    |
| 1941/42 | Viforul Dacia București                                        | Stadiul Român București                                        | Tenis Club Român București                                     |
| 1942/43 | Viforul Dacia București                                        | Sportul Studențesc București                                   | Tenis Club Român București                                     |
| 1943/44 | (anulat din cauza celui De-al Doilea Război Mondial)           | (anulat din cauza celui De-al Doilea Război Mondial)           | (anulat din cauza celui De-al Doilea Război Mondial)           |
| 1944/45 | (anulat din cauza celui De-al Doilea Război Mondial)           | (anulat din cauza celui De-al Doilea Război Mondial)           | (anulat din cauza celui De-al Doilea Război Mondial)           |
| 1945/46 | Viforul Dacia București                                        | Stadiul Român București                                        | Sportul Studențesc București                                   |
| 1946/47 | Stadiul Român București                                        | Viforul Dacia București                                        | Sportul Studențesc București                                   |
| 1947/48 | Universitatea București                                        | CFR București                                                  | Constructori București                                         |
| 1948    | CFR București                                                  | Electrica București                                            | CSCA București                                                 |
| 1949    | CSCA București                                                 | CFR București                                                  | Electrica București                                            |
| 1950    | Locomotiva CFR București                                       | CCA București                                                  | Dinamo București                                               |
| 1951    | Dinamo București                                               | Aripile RPR Orașul Stalin                                      | CCA București Știința Cluj                                     |
| 1952    | Dinamo București                                               | Locomotiva Grivița Roșie București                             | CCA București Constructorul București                          |
| 1953    | CCA București                                                  | Locomotiva Grivița Roșie București                             | Dinamo București                                               |
| 1954    | CCA București                                                  | Dinamo București                                               | Locomotiva Grivița Roșie București                             |
| 1955    | Locomotiva Grivița Roșie București                             | CCA București                                                  | Dinamo București                                               |
| 1956    | Dinamo București                                               | CCA București                                                  | Locomotiva Grivița Roșie București                             |
| 1957    | Locomotiva Grivița Roșie București                             | CCA București                                                  | Energia ISP București                                          |
| 1958    | CFR Grivița Roșie București                                    | Dinamo București                                               | CCA București                                                  |
| 1959    | CFR Grivița Roșie București                                    | Dinamo București                                               | CCA București                                                  |
| 1960    | CFR Grivița Roșie București                                    | CCA București                                                  | Dinamo București                                               |
| 1961    | CCA București                                                  | Grivița Roșie București                                        | Dinamo București                                               |
| 1962    | Grivița Roșie București                                        | Steaua București                                               | Dinamo București                                               |
| 1963    | Steaua București                                               | Dinamo București                                               | Grivița Roșie București                                        |
| 1964    | Steaua București                                               | Dinamo București                                               | Grivița Roșie București                                        |
| 1965    | Dinamo București                                               | Steaua București                                               | Grivița Roșie București                                        |
| 1966    | Grivița Roșie București                                        | Steaua București                                               | Dinamo București                                               |
| 1967    | Grivița Roșie București                                        | Dinamo București                                               | Steaua București                                               |
| 1968    | S-a revenit la sistemul toamnă-primăvară.                      | S-a revenit la sistemul toamnă-primăvară.                      | S-a revenit la sistemul toamnă-primăvară.                      |
| 1968/69 | Dinamo București                                               | Steaua București                                               | Grivița Roșie București                                        |
| 1969/70 | Grivița Roșie București                                        | Steaua București                                               | Universitatea Timișoara                                        |
| 1970/71 | Steaua București                                               | Grivița Roșie București                                        | Dinamo București                                               |
| 1971/72 | Universitatea Timișoara                                        | Știința Petroșani                                              | Dinamo București                                               |
| 1972/73 | Steaua București                                               | Universitatea Timișoara                                        | Dinamo București                                               |
| 1973/74 | Steaua București                                               | Grivița Roșie București                                        | Farul Constanța                                                |
| 1974/75 | Farul Constanța                                                | Dinamo București                                               | Știința Petroșani                                              |
| 1975/76 | Farul Constanța                                                | Steaua București                                               | Dinamo București                                               |
| 1976/77 | Steaua București                                               | Farul Constanța                                                | Dinamo București                                               |
| 1977/78 | Farul Constanța                                                | Steaua București                                               | Dinamo București                                               |
| 1978/79 | Steaua București                                               | Dinamo București                                               | Grivița Roșie București                                        |
| 1979/80 | Steaua București                                               | Dinamo București                                               | Farul Constanța                                                |
| 1980/81 | Steaua București                                               | Dinamo București                                               | Știința CEMIN Baia Mare                                        |
| 1981/82 | Dinamo București                                               | Farul Constanța                                                | Steaua București                                               |
| 1982/83 | Steaua București                                               | Dinamo București                                               | Farul Constanța                                                |
| 1983/84 | Steaua București                                               | Dinamo București                                               | Farul Constanța                                                |
| 1984/85 | Steaua București                                               | Dinamo București                                               | Farul Constanța                                                |
| 1985/86 | Farul Constanța                                                | Steaua București                                               | Dinamo București                                               |
| 1986/87 | Steaua București                                               | Dinamo București                                               | Grivița Roșie București                                        |
| 1987/88 | Steaua București                                               | Știința CEMIN Baia Mare                                        | Dinamo București                                               |
| 1988/89 | Steaua București                                               | Dinamo București                                               | Știința CEMIN Baia Mare                                        |
| 1989/90 | Știința CEMIN Baia Mare                                        | Steaua București                                               | Universitatea Timișoara                                        |
| 1990/91 | Dinamo București                                               | Știința CEMIN Baia Mare                                        | Universitatea Timișoara                                        |
| 1991/92 | Steaua București                                               | Dinamo București                                               | Universitatea Timișoara                                        |
| 1992/93 | Grivița Roșie București                                        | Steaua București                                               | Universitatea Timișoara                                        |
| 1993/94 | Dinamo București                                               | Minerul Lupeni                                                 | Steaua București                                               |
| 1994/95 | Farul Constanța                                                | Steaua București                                               | Universitatea Cluj                                             |
| 1995/96 | Dinamo București                                               | Farul Constanța                                                | Universitatea Cluj                                             |
| 1996/97 | Farul Constanța                                                | Dinamo București                                               | Steaua București                                               |
| 1997/98 | Dinamo București                                               | Steaua București                                               | Universitatea Cluj                                             |
| 1998/99 | Steaua București                                               | Dinamo București                                               | CSM Sibiu                                                      |
| 1999/00 | Dinamo București                                               | Steaua București                                               | Politehnica Iași                                               |
| 2000/01 | Dinamo București                                               | Universitatea Cluj                                             | Steaua București                                               |
| 2001/02 | Dinamo București                                               | Steaua București                                               | Știința Remin Baia Mare                                        |
| 2002/03 | Steaua București                                               | Dinamo București                                               | Farul Constanța                                                |
| 2003/04 | Dinamo București                                               | Steaua București                                               | Universitatea Cluj                                             |
| 2004/05 | Steaua București                                               | Dinamo București                                               | Știința Remin Baia Mare                                        |
| 2005/06 | Steaua București                                               | Aurel Vlaicu Arad                                              | Dinamo București                                               |
| 2006/07 | Dinamo București                                               | Steaua București                                               | Știința Remin Baia Mare                                        |
| 2007/08 | Dinamo București                                               | Steaua București                                               | Farul Constanța                                                |
| 2008/09 | Știința Baia Mare                                              | Steaua București                                               | Dinamo București                                               |
| 2010    | Știința Baia Mare                                              | Steaua București                                               | Farul Constanța                                                |
| 2011    | Știința Baia Mare                                              | Steaua București                                               | Universitatea de Vest Timișoara                                |
| 2012    | Universitatea de Vest Timișoara                                | Știința Baia Mare                                              | Steaua București                                               |
| 2013    | Universitatea de Vest Timișoara                                | Știința Baia Mare                                              | Steaua București                                               |
| 2014    | Știința Baia Mare                                              | Farul Constanța                                                | Universitatea de Vest Timișoara                                |
| 2015    | Timișoara Saracens RCM UVT                                     | Știința Baia Mare                                              | Olimpia București                                              |
| 2016    | S-a revenit la sistemul toamnă-primăvară.                      | S-a revenit la sistemul toamnă-primăvară.                      | S-a revenit la sistemul toamnă-primăvară.                      |
| 2016/17 | Timișoara Saracens RCM UVT                                     | Știința Baia Mare                                              | CSM București                                                  |
| 2017/18 | Timișoara Saracens RCM UVT                                     | Știința Baia Mare                                              | Steaua București                                               |
| 2018/19 | Știința Baia Mare                                              | Steaua București                                               | CSM București                                                  |
| 2019/20 | Știința Baia Mare                                              | SCM Timișoara                                                  | Steaua București                                               |
| 2021    | Știința Baia Mare                                              | Steaua București                                               | Dinamo București                                               |
| 2022    | Știința Baia Mare                                              | Steaua București                                               | Dinamo București                                               |
| 2023    | Dinamo București                                               | Știința Baia Mare                                              | SCM Timișoara                                                  |
| 2024    | SCM USV Timișoara                                              | CSM Știința Baia Mare                                          | Steaua București                                               |

## Campioane

### Clasamentul pe cluburi
| Poz. | Club                                         | Titluri | Vicecampioană | Sezoanele câștigătoare | Alte nume                                                                                  |
| ---- | -------------------------------------------- | ------- | ------------- | --- | ------------------------------------------------------------------------------------------ |
| 1    | Steaua București                             | 24      | 28            | 1949, 1953, 1954, 1961, 1963, 1964, 1970–71, 1972–73, 1973–74, 1976–77, 1978–79, 1979–80, 1980–81, 1982–83, 1983–84, 1984–85, 1986–87, 1987–88, 1988–89, 1991–92, 1998–99, 2002–03, 2004–05, 2005–06 | (CSCA, CCA)                                                                                |
| 2    | Dinamo București                             | 17      | 20            | 1951, 1952, 1956, 1965, 1968–69, 1981–82, 1990–91, 1993–94, 1995–96, 1997–98, 1999–2000, 2000–01, 2001–02, 2003–04, 2006–07, 2007–08, 2023                                                           |                                                                                            |
| 3    | RC Grivița București                         | 12      | 7             | 1948, 1950, 1955, 1957, 1958, 1959, 1960, 1962, 1966, 1967, 1969–70, 1992–93 | (CFR, Locomotiva CFR, Locomotiva Grivița Roșie, CFR Grivița Roșie, Grivița Roșie)          |
| 4    | Tennis Club Român                            | 9       | 2             | 1914, 1915, 1916, 1921, 1922, 1923, 1927, 1935–36, 1937–38, | (TCR)                                                                                      |
| 5    | Știința Baia Mare                            | 9       | 9             | 1989–90, 2009, 2010, 2011, 2014, 2018–19, 2019–20, 2021, 2022 | (Știința CEMIN, CSM Știința)                                                               |
| 6    | Stadiul Român București                      | 7       | 8             | 1919, 1924, 1926, 1928, 1930, 1931, 1946–47 |                                                                                            |
| 7    | Sportul Studențesc                           | 7       | 9             | 1925, 1929, 1932, 1935, 1938–39, 1945–46, 1947–48 | (Universitatea București), Electrica Bucuresti                                             |
| 8    | SCM Rugby Timișoara                          | 7       | 2             | 1971–72, 2012, 2013, 2015, 2016–17, 2017–18, 2024 | (Universitatea Timișoara, RCM Universitatea de Vest Timișoara, Timișoara Saracens RCM UVT) |
| 9    | Farul Constanța                              | 6       | 4             | 1974–75, 1975–76, 1977–78, 1985–86, 1994–95, 1996–97 |                                                                                            |
| 10   | Viforul Dacia București                      | 4       | 3             | 1940–41, 1941–42, 1942–43, 1943–44 |                                                                                            |
| 11   | Poșta Telegraf Telefon București             | 2       | 0             | 1933, 1934 | (PTT București)                                                                            |
| 12   | Școala Militară de Educație Fizică București | 1       | 2             | 1920 | (ȘEFS București)                                                                           |
| 13   | Sporting Club București                      | 0       | 2             | |                                                                                            |
| 13   | Aurel Vlaicu Arad                            | 0       | 1             | |                                                                                            |
| 13   | Minerul Lupeni                               | 0       | 1             | |                                                                                            |
| 13   | Orașul Stalin                                | 0       | 1             | | Orașul Brașov                                                                              |
| 13   | Rugby Club București                         | 0       | 1             | |                                                                                            |
| 13   | Știința Petroșani                            | 0       | 1             | |                                                                                            |
| 13   | Universitatea Cluj                           | 0       | 1             | |                                                                                            |

### Clasamentul pe orașe
| Oraș      | Titluri | Cluburi câștigătoare |
| --------- | ------- | --- |
| București | 84      | Steaua (24), Dinamo (17), RC Grivița (12), Tennis Club Român (10), Stadiul Român (7), Sportul Studențesc (7), Viforul Dacia (4), Poșta Telegraf Telefon (2), Școala Militară de Educație Fizică (1) |
| Baia Mare | 9       | Știința Baia Mare (9) |
| Timișoara | 7       | SCM Rugby Timișoara (7) |
| Constanța | 6       | Farul Constanța (6) |

## Cele mai multe titluri consecutive
| # | Clubul                     | Titluri | Sezoane consecutive          |
| - | -------------------------- | ------- | ---------------------------- |
| 1 | Știința Baia Mare          | 4       | 2018/19, 2019/20, 2021, 2022 |
| 2 | Tenis Club Român București | 3       | 1914, 1915, 1916             |
| 2 | Tenis Club Român București | 3       | 1921, 1922, 1923             |
| 2 | RC Grivița București       | 3       | 1958, 1959, 1960             |
| 2 | Steaua București           | 3       | 1978-79, 1979-1980, 1980-81  |
| 2 | Steaua București           | 3       | 1982-83, 1983-84, 1984-85    |
| 2 | Steaua București           | 3       | 1986-87, 1987-88, 1988-89    |
| 2 | Dinamo București           | 3       | 1999-00, 2000-01, 2001-02    |
| 2 | Știința Baia Mare          | 3       | 2008-09, 2010, 2011          |
| 2 | Timișoara Saracens RCM UVT | 3       | 2015, 2016-17, 2017-18       |
| 2 | Știința Baia Mare          | 3       | 2019-20, 2021, 2022          |